# Isaac C. Bates
Isaac Chapman Bates, född 23 januari 1779 i Granville, Massachusetts, död 16 mars 1845 i Washington DC, var en amerikansk politiker (whig).
Bates utexaminerades 1802 från Yale College. Han studerade sedan juridik och inledde 1808 sin karriär som advokat i Massachusetts. Han var ledamot av Massachusetts House of Representatives, underhuset i delstatens lagstiftande församling, 1808-1809.
Han var ledamot av USA:s representanthus 1827-1835 och ledamot av USA:s senat 1841-1845.
Hans grav finns på Bridge Street Cemetery i Northampton, Massachusetts.